# Камен у главном жучном каналу
Камен у главном жучном каналу, холедохолитијаза (лат. choledocholithiasis) назив је за присуство каменчића (калкулуса) у жучоводу (лат. ductus choledochus), који води жуч од жучне кесе ка дванаестопалачном цреву (дуоденум). У већини случајева, жучна кеса представља место стварања и поласка камена ка жучном каналу. Већина малих каменаца након доспећа у главни жучни канал кроз њега пролаза ка дванаестопалачном цреву. Али када ови каменци својом величином превазиђу лумен жучовода, они се могу у њему на њеном најужем делу заглавити и изазвати напад жучне колике. 
Поред болова (колике) ово стање праћено је и, застојем у отицању жучи ка дванаестопалачном цреву, и њено враћање ка јетри. То проузрокује надражај слузокоже, запаљење, и појаву застојне жутице са могућим оштећењем јетре и другим компликацијама. 
Конкременти у жучној кесици не морају да дају клиничке манифестације, али због застоја у отицању жучи могу изазвати хронични или акутни холециститис (упала жучне кесе). Присуство конкремена у жучном каналу скоро редовно је праћено тегобама, због опструкције (зачепљења) холедохуса (главног жучног канала), Ватерове ампуле и танког црева. Дуготрајна опструкција протока жучи доводи и до пренапуњености јетре њеним екскретима што доводи до оштећења хепатоцита (ћелија јетре) и појаве запаљењског процеса са стварањем ожиљног ткива (билијарна цироза).

## Основни појмови
Жуч
Жуч је течност жућкасто - зелене боје која се највећим делом састоји од воде, холестерола, жучних соли (жучних киселина), пигмената и вишка холестерола (који се преко жучи одстрањује из организма). Иако жуч не садржи ензиме, она омогућава варење масти, тако што врши њихову емулзију (разбија их на ситне капљице). 
Холелитијаза
Под овим називом означава се присуство калкулуса (каменчића) у жучној кеси. Жучни калкулуси чешће се формирају у жучној кеси него у жучним каналима.
Жучна колика
Жучна колика је висцерални бол код којег се болни надражај преноси двема врстама нервних путева до соматских и вегетативних центара у нервном систему. Када постоје каменови у жучној кеси или билијарном тракту или када је она запаљена, аферентна живчана влакна са жучне кесе и екстрахепатичних жучних канала иду преко десног и левог спланхничког живца до задњих коренова седмог и осмог грудног сегмента.
Колика није само једноставан осећај бола већ и емоција. Она је и знак који упозорава на опасност и драгоцени је сигнал у заштити виталних функција организма. По свом интензитету, јако изражени болови код жучне колике спадају међу најјаче болове у медицини уопште.
Што је бол јачи утолико се болесник жали да је већа зона у којој се бол осећа.
Са становишта клиничара колика се дефинише и као бол који настаје услед грча (спазма) глатких мишићних ћелија зида жучне кесе и жучних путева. На основу интензитета спазма глатких мишића колике које прате опструкцију нпр. код покретљивог камена у жучним каналима могу бити различитог интензитета, што зависи од односа између величине камена и промера каналикуларног система, са једне стране, и покретљивости камена, са друге стране.

## Епидемиологија
Преваленца холелитијазе зависи од бројних етиолошких фактора, укључујући и етничку припадност, пол, коморбидитет и генетику.
Морбидитет
На глобалном нивоу од жучних камена болује 10% – 20% одраслих особа старијих од 40 година. Међутим, само од 1% – 3% жали се на симптоме. У многољудним и развијеним земљаама као што су нпр. Сједињене Америчке Државе, око 20 милиона људи (10-20% одраслих) има жучни камен у свом билијарном тракту. 
Сваке године код 1 – 3% становника развије са жучини камен, који у око 1 – 3% случаја постаје и клинички манифестан. Сваке године, у Сједињеним Америчким Државама, код око 500.000 пацијената јављају се знаци, симптоми или компликације камена у жучној кеси и жучним путевима који захтевају холецистектомију.
Шведска епидемиолошка студија показала је да је учесталост жучних каменаца, на годишњем нивоу, око 1,39 на 100 особа.
Морталитет
Камена у жучној кеси одговоран је за око 10.000 смртних случајева годишње, само у Сједињеним Америчким Државама. 
Око 7.000 смртних исхода може се приписати акутном облику холециститиса насталом као компликација акутног панкреатитиса изазваног каменом у жучи. 
Око 2.000-3.000 смрти узрокован је раком жучне кесе (код кога је у 80% случајева утврђено присуство камена у жучној кеси са хроничним холециститисом).
Иако је вађење камена из жучне кесе и жучних путева релативно безбедна хируршка метода, холецистектомија има и ретке компликације које могу довести до неколико стотина смртних случајева, сваке године. 
Полне разлике
Камен у жучној кеси и жучним путевима чешће се јавља код жена него код мушкараца. Учесталост камена у жучи код жена је 2 до 3 пута већа него код мушкараца. 
У једној италијанској студији, утврђено је да је 20% жена и 14% мушкараца имало камен у билијарном тракту.
Код жена је вероватно већи ризик за појаву жучних каменаца зато што је у њиховом организму естроген стимулише јетру да преко жучи уклања више холестерола из крви. 
Такође у трудноћи већа је вероватније да ће труднице са каменцима у чучни имати симптоме. Из бројних студија (у последњих 70 година) евидентно је да ако се од број жена које су биле у трудне, одузме укупан број осталих жена са калкулозом, тај број је приближно једнак броју мушкараца. Наиме приближно на сваких пет болесника са обољењем жучне кесе, њих четворо су жене, а један мушкарац, а од те четири жене три су биле трудне а једна не.
Повећани ризик од стварања камена у жучи примећен је и код жена које узимају оралне контрацептиве и код оних које користе естрогенску замену терапије након менопаузе. 
Велика је вероватноћа да ће се жучни каменци развити код мушкараца и жена са превеликом телесном масом или гојазних и оних који користе храну богату засићеним мастима и рафинисаним шећером. 
Старост
Жучни каменци се појављују код скоро 25% жена до доби од 60 година и до 50% до доби од 75 година. Око 20% мушкараца има жучне каменце до навршених 75 година живота. 
У једној данској студији преваленца камена у жучи код особа старости од 30 година била је 1,8% за мушкарце и 4,8% за жене; а код особа узраста од 60 година 12,9% за мушкарце и 22,4% за жене.
Болест жучних каменаца је релативно ретка код деце. Након 15 година старости, преваленција жучних каменаца код америчким жена повећава се за око 1% годишње; код мушкараца, стопа је мања, око 0,5% годишње. 
На основу бројних студија може се закључити да се камен у жучи и даље највише формира током одраслог животног доба, са највећом учесталошћу ју поодмаклом добу. Учесталост холелитијазе код жена опада са менопаузе, али се код мушкараца и жена са старошћу наставља пораст стопе од око 0,4% годишње до позног животног доба.
Расне и територијалне разлике
Учесталост камена у жучи је највиша код болесника пореклом са севера Европе, хиспано и индијанске популацијом. Учесталост камена у жучи је нижа у Азијата и Афроамериканаца.

## Етиопатогенеза
Према свом хемијском саставу могу бити различити. Жучни конкременти се најчешће састоје од холестерола или калцијум-билирубината. Холестерински камен је најчешће солитаран, површина му је кристаласта, на пресеку има радијаран изглед. Конкременти саграђени од калцијум-билирубината су мултипли, црне боје, имају изглед шљунка и могу бити чврсти или лако ломљиви. Калкулуси саграђени од калцијум-карбоната су најређи, они су сивкастобели и аморфни. Често се јављају мешовити калкулуси, различити по величини, броју, спољашњем изгледу и структури, што зависи од њиховог хемијског састава.

## Клиничка слика
У случају опструкције жучовода каменом, могући симптоми и знаци су:
- Централно место је билијарни бол (колика), који је изазван масном храном, пржена јела (сарме, палачинке). То је континуиран, јак бол у виду грчева и чупања. Бол је локализован у десном подребарном простору, протеже позади испод десне лопатице, у десно раме и тиме спречава дубоки удисај. Бол може да траје од пар сати до недељу дана. Ови јаки болови се још више појачавају на притисак.
- Мучнина и повраћање који су нарочито изражени после масног оброка
- Карактеристична је жута пребојеност коже и слузокоже (иктерус)
- Столица може постати бледа, налик глини
- Повишена телесна температура са грозницом, малаксалошћу и адинамијом постоји у случају запаљењског процеса на жучним каналићима (холангитис)

## Дијагноза
Камен у жучној кеси и главном жучном каналу често се прво манифестује епизодама акутних билијарних колика или грчева. Болест обично почиње; карактеристичним болом типичне локализације, који могу да прате симптоми мучнине, повраћања и благо повишене телесне температуре. Како је клиничка слика често атипична (и дуги низ година асимптоматска), дијагнозе треба да буде подржана многим клиничким испитивањима, лабораторијским и другим тестовима и одговарајућим имиџинг (радиолошким) методама, која ће омогућити брзо постављање дијагнозе и доношење одлуке о конзервативном приступу лечењу или разматрању примене других минимално инвазивних или инвазивних метода лечења.
Дијагноза камен у главном жучном каналу поставља се; основним испитивањима (анамнезе, клиничке слике, објективног преглед) и допунским тестовима (лабораторијске анализе, ултразвук, ЕРЦП-а). 
Лабораторијски називи могу да покажу повећање ензима алкалне фосфатазе у крви и конјугованог билирубина у крви, а уколико постоји запаљењски процес долази до повећања седиментације, ЦРП-а и промене леукоцитне формуле. 
Ултразвук трбуха може да покаже присуство каменца у жучоводу. 
Коначна дијагноза холедохолитијазе поставља се холангиографијом (интраоперативна, или НМР) која подразумева снимање жучних каналића убризгавањем контраста и ЕРЦП-ом (ендоскопска ретроградна холецистопанкреатографија) који има предност у односу на претходну методу јер има и терапијску вредност.

## Лечење
Лечење камена у жучној кеси може бити конзервативно и хируршко.
ЕРЦП метода омогућава пражњење калкулоза из жучних каналића и најчешће се изводи одмах након постављања дијагнозе. 
Метода ендоскопске папилотомије омогућава одстрањивање калкулуса у холедохусу заосталих након хируршког одстрањивања жучне кесе (холецистектомија) или новонасталих конкремената у жучним путевима. 
Велики каменци се подвргавају механичкој литотрипсији (ултразвучно разбијање калкулуса).
Класично хируршко лечење подразумева одстрањење жучне кесице и вађење калкулуса који је начинио опструкцију у жучоводу и резервисано је за велике каменце који нису елиминисани ЕРЦП-ом, као и у случају неких компликација. 
Поред класичне операције одстрањивања жучне кесе, она се може хируршки одстранити и лапароскопском методом која омогућава бржи опоравак.